# Sphaeriida
Sphaeriida zijn een orde van de tweekleppigen.

## Taxonomie
De volgende taxa zijn bij de orde ingedeeld:
- Superfamilie Sphaerioidea Deshayes, 1855
  - Familie  † Neomiodontidae R. Casey, 1955
  - Familie Sphaeriidae Deshayes, 1855